# Symphodus melops
Symphodus melops là một loài cá biển thuộc chi Symphodus trong họ Cá bàng chài. Loài này được mô tả lần đầu tiên vào năm 1758.

## Từ nguyên
Từ định danh melops trong tiếng Latinh có nghĩa là "mắt màu đen" (melas: "màu đen" + ops: "mắt"), hàm ý đề cập đến vệt hình dấu phẩy sau mắt của cả cá đực lẫn cá cái thuộc loài này.

## Phạm vi phân bố và môi trường sống
S. melops có phạm vi phân bố ở Đông Bắc Đại Tây Dương. Loài này được ghi nhận từ bờ biển Nam Na Uy trải dài đến Bắc Maroc, bao gồm hầu hết vùng biển phía nam biển Baltic cũng như vùng biển xung quanh Vương quốc Anh và Ireland, về phía nam đến quần đảo Azores ở Bắc Đại Tây Dương; S. melops cũng xuất hiện tại hầu hết vùng bờ biển Địa Trung Hải (ngoại trừ bờ biển phía nam từ Libya đến Ai Cập), bao gồm cả biển Levant và biển Adriatic. S. melops đã được phát hiện tại Biển Đen (ngoài khơi thành phố Ordu), mở rộng phạm vi của loài về phía đông.
S. melops sống gần các mỏm đá và trong các thảm cỏ biển ở các vùng đầm phá và khu vực cận duyên hải ở độ sâu đến 30 m.

## Mô tả
Chiều dài cơ thể tối đa được ghi nhận ở S. melops là 32 cm, thuộc về cá thể cái được phát hiện ở Biển Đen. Cá thể cái này nặng đến 520 g và được xác định là 8 năm tuổi. Như những loài cá bàng chài khác, S. melops là loài lưỡng tính tiền nữ, vì nhiều cá thể trong quá trình chuyển đổi giới tính đã được quan sát.
Cá trưởng thành (đực lẫn cái) đều có thân màu nâu xanh lục; một vệt đốm bán nguyệt (đôi khi khá mờ) màu nâu sẫm, đỏ sẫm hoặc xanh lam thẫm ngay sau mắt, và một đốm sẫm màu giữa cuống đuôi; thường có 5 đốm nâu lớn gần vây lưng. Cá cái và cá con có nhiều vệt đốm và các dải sọc. Cá đực có màu sắc sáng hơn (thường có tông màu xanh lam); vào thời kỳ sinh sản, cá đực có màu lục xám với các vệt sọc màu đỏ ở đầu và trên thân.
Số gai ở vây lưng: 14–17; Số tia vây ở vây lưng: 8–10; Số gai ở vây hậu môn: 3; Số tia vây ở vây hậu môn: 8–11; Số gai ở vây bụng: 1; Số tia vây ở vây bụng: 5.

## Sinh thái và hành vi
Thức ăn của S. melops chủ yếu là các loài động vật thân mềm và động vật giáp xác. Bên cạnh đó, S. melops được quan sát là ăn ký sinh trên cơ thể các loài cá lớn hơn nên cũng được xem là một loài cá dọn vệ sinh. S. melops cùng Ctenolabrus rupestris được sử dụng với mục đích kiểm soát các loài rận biển ký sinh trên cá hồi Đại Tây Dương.
Cá đực xây tổ từ rong tảo để cá cái đến đẻ trứng, và cả hai có nhiệm vụ bảo vệ những quả trứng trong tổ.